# Mala Palagruža
Koordinati:   42°23′18″N, 16°16′20″E
Mala Palagruža je majhen nenaseljen otoček v skupini Palagruških otokov (Hrvaška).
Otoček leži v srednjem delu Jadrana, med otokom Lastovo in vzhodno obalo Italije, VJV od Vele Palagruže. Površina otočka meri 0,027 km². Dolžina obalnega pasu je 0,61 km. Najvišji vrh na otočku doseže višino 51 mnm.
Otoček, na katerem se vije več sotesk, ima samo en dostopen zaliv Medvidina, ki leži na vzhodni obali.